# Miyako (Iwate)
Miyako (宮古市, Miyako-shi) est une ville située dans la préfecture d'Iwate, au Japon.

## Géographie

### Situation
Bordée à l'est par l'océan Pacifique, la ville de Miyako est située dans le centre de la préfecture d'Iwate, au Japon. Le mont Hayachine se trouve à l'ouest de la ville.

### Municipalités limitrophes
| Iwaizumi | Iwaizumi | Iwaizumi        |
| Morioka  | Miyako   | océan Pacifique |
| Hanamaki | Tōno     | Yamada, Ōtsuchi |

### Démographie
Au 31 mars 2019, la population de Miyako était de 52 778 habitants, répartis sur une superficie de 1 259,15 km2.

### Climat
Miyako est à cheval entre un climat subtropical humide et un climat océanique, caractérisé par des étés doux et des hivers froids. La température moyenne annuelle à Miyako est de 10,9 °C. La pluviométrie annuelle moyenne est de 1 282 mm, septembre étant le mois le plus humide et février le mois le plus sec.

## Histoire
Miyako s'est développée pendant l'époque d'Edo (1603-1868) comme cité portuaire du domaine de Morioka.
Le 6 mai 1869, la bataille de la baie de Miyako se déroule dans le port et au large de la ville.
La ville moderne de Miyako a été officiellement fondée le 20 juin 1940.
Le 11 mars 2011, Miyako est sévèrement touchée par le tsunami consécutif au séisme de 2011 de la côte Pacifique du Tōhoku, avec des pics de vagues jusqu'à 38 mètres de hauteur.

## Transports
La ville de Miyako est desservie par la ligne Yamada de la JR East et la ligne Rias de la Santetsu. La gare de Miyako est la principale gare de la ville.

## Personnalités liées à la municipalité
- Sachiko Kashiwaba (née en 1953), écrivaine pour la jeunesse
- Nobutoshi Hikage (né en 1956), judoka

## Galerie

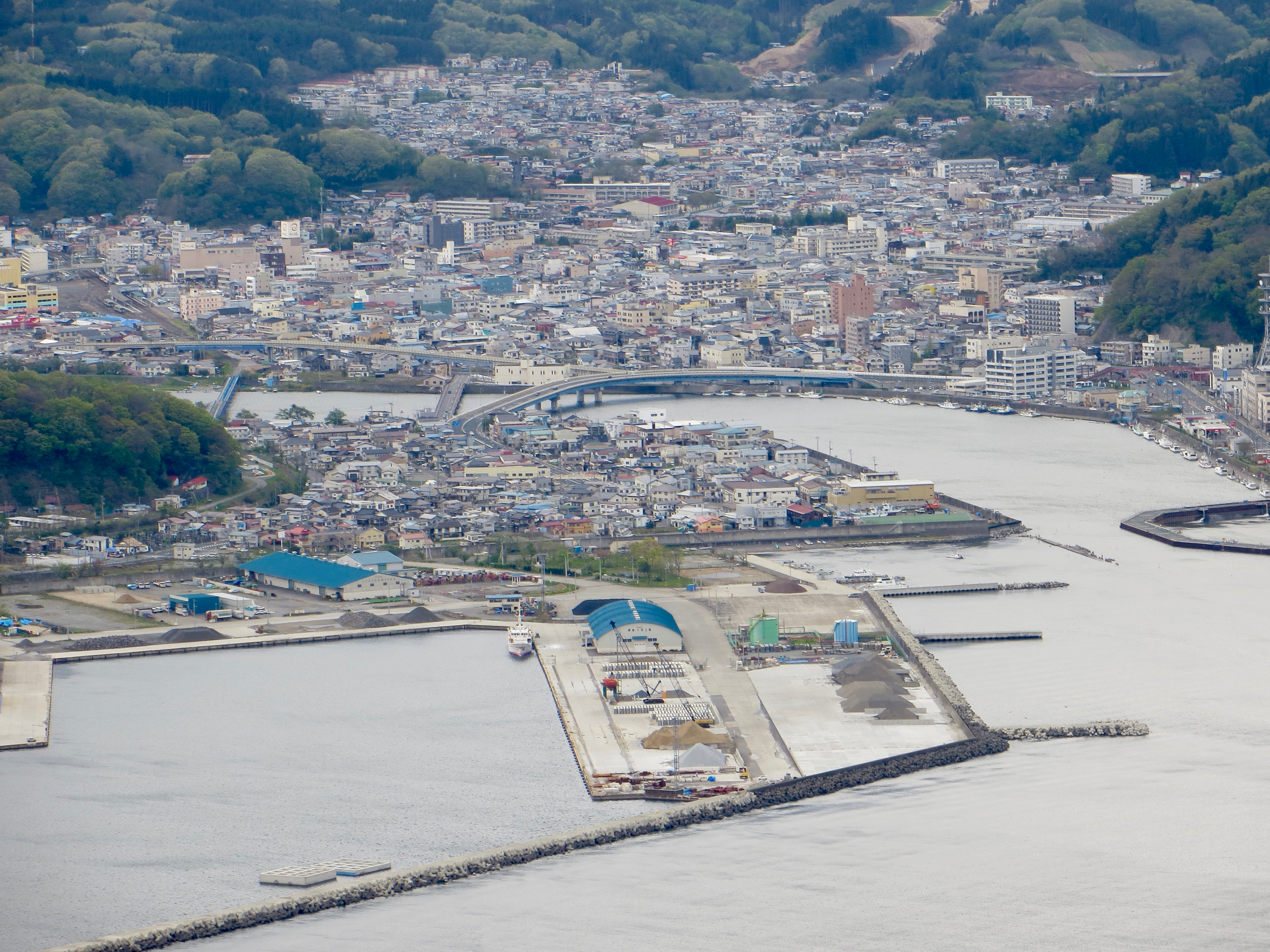
Centre-ville de Miyako.
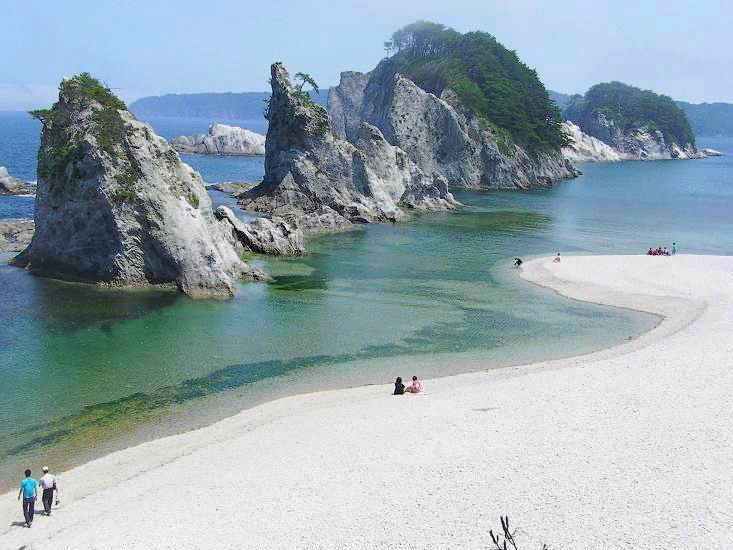
La plage de Jōdoga.